# Olympische Sommerspiele 1980/Teilnehmer (Laos)
| Gelbes Symbol für Goldmedaillen mit stilisierten Olympischen Ringen | Graues Symbol für Silbermedaillen mit stilisierten Olympischen Ringen | Braundes Symbol für Bronzemedaillen mit stilisierten Olympischen Ringen |
| ------------------------------------------------------------------- | --------------------------------------------------------------------- | ----------------------------------------------------------------------- |
| —                                                                   | —                                                                     | —                                                                       |

Laos nahm an den Olympischen Sommerspielen 1980 in Moskau, UdSSR, mit einer Delegation von 19 Sportlern (17 Männer und zwei Frauen) teil.

## Teilnehmer nach Sportarten

### Boxen
- Singkham Phongpratith
Halbfliegengewicht: 17. Platz

- Souneat Ouphaphone
Bantamgewicht: 17. Platz

- Takto Youtiya Homrasmy
Federgewicht: 17. Platz

- Bounphisith Songkhamphou
Leichtgewicht: 17. Platz

- M. Kampanath
Halbweltergewicht: 17. Platz

- Outsana Dao
Weltergewicht: 17. Platz

### Leichtathletik
- Soutsakhone Somninhom
100 Meter: Vorläufe

- Sitthixay Sacpraseuth
200 Meter: Vorläufe

- Panh Khemanith
400 Meter: Vorläufe

- Vongdeuane Phongsavanh
800 Meter: Vorläufe

- Thipsamay Chanthaphone
20 Kilometer Gehen: 25. Platz

- Seuth Khampa
Frauen, 100 Meter: Vorläufe

- Boualong Boungnavong
Frauen, 200 Meter: Vorläufe

### Schießen
- Khamsing
Schnellfeuerpistole: 39. Platz

- Khamphanh
Schnellfeuerpistole: 40. Platz

- Souvanny Souksavath
Freie Scheibenpistole: 32. Platz

- Syseuy
Freie Scheibenpistole: 33. Platz

- Khamseua Bounheuang
Kleinkaliber, liegend: 55. Platz

- Hath
Kleinkaliber, liegend: 56. Platz